# Óscar González Brea
Óscar González Brea (La Estrada, provincia de Pontevedra, 28 de febrero de 1992) es un ciclista español. 
Debutó como profesional en 2015 en las filas del conjunto Efapel, tras un 2014 de buenos resultados proclamándose Campeón de España sub-23 y siendo tercero en la Vuelta a Portugal del Futuro. En 2018 se proclamó vencedor de la Vuelta a León.